# Afroleptomydas apricus
Afroleptomydas apricus är en tvåvingeart som beskrevs av Hesse 1969. Afroleptomydas apricus ingår i släktet Afroleptomydas och familjen Mydidae. Inga underarter finns listade i Catalogue of Life.